# Eastern Airways
Eastern Airways ist eine britische Regionalfluggesellschaft mit Sitz in Kirmington, North Lincolnshire, und Basis auf dem dortigen Humberside Airport.

## Geschichte
Eastern Airways startete 1997 mit einem Liniendienst zwischen dem Humberside Airport und Aberdeen. Zwei Jahre später übernahm sie Air Kilroe aus Manchester.
Von British Airways CitiExpress wurden 2003 deren Routen und BAe Jetstream 41 übernommen. 2006 übernahm sie von Air Wales die Verbindung von Cardiff nach Newcastle upon Tyne. Die Verbindungen nach Brüssel und von Newcastle zum London City Airport wurden kurzfristig wieder aufgegeben. Danach wurden Verbindungen vom Flughafen Durham Tees Valley nach Brüssel und von Aberdeen nach Stavanger aufgenommen.
Im September 2010 übernahm Eastern Airways nach behördlicher Genehmigung Air Southwest, eine andere britische Regionalfluggesellschaft, mit der zuvor schon eine Kooperation vereinbart worden war. Air Southwest stellte unter Federführung der Eastern Airways Ende September 2011 aus wirtschaftlichen Gründen den Flugbetrieb ein.
Die Gesellschaft befindet sich zu jeweils 50 % im Besitz von Brian Haxford und Richard Lake.

## Flugziele
Neben zahlreichen britischen Zielen werden auch Charterflüge angeboten.
| Stadt              | Staat oder Landesteil | IATA | ICAO | Flughafen                                | Flugziele                            |
| ------------------ | --------------------- | ---- | ---- | ---------------------------------------- | ------------------------------------ |
| Aberdeen           | Schottland            | ABZ  | EGPD | Flughafen Aberdeen International (Basis) | Teesside, Kingston upon Hull, Wick * |
| Durham             | England               | MME  | EGNV | Teesside Airport (Basis)                 | Aberdeen, Jersey                     |
| Kingston upon Hull | England               | HUY  | EGNJ | Humberside Airport (Basis)               | Aberdeen, Jersey                     |
| London             | England               | LGW  | EGKK | Gatwick Airport                          | Newquay *                            |
| Newquay            | England               | NQY  | EGHQ | Newquay Cornwall Airport                 | London-Gatwick *                     |
| Saint Peter        | Jersey                | JER  | EGJJ | Jersey Airport                           | Kingston upon Hull, Teesside         |
| Wick               | Schottland            | WIC  | EGPC | Wick Airport                             | Aberdeen *                           |

Stand 5. Januar 2025

## Flotte

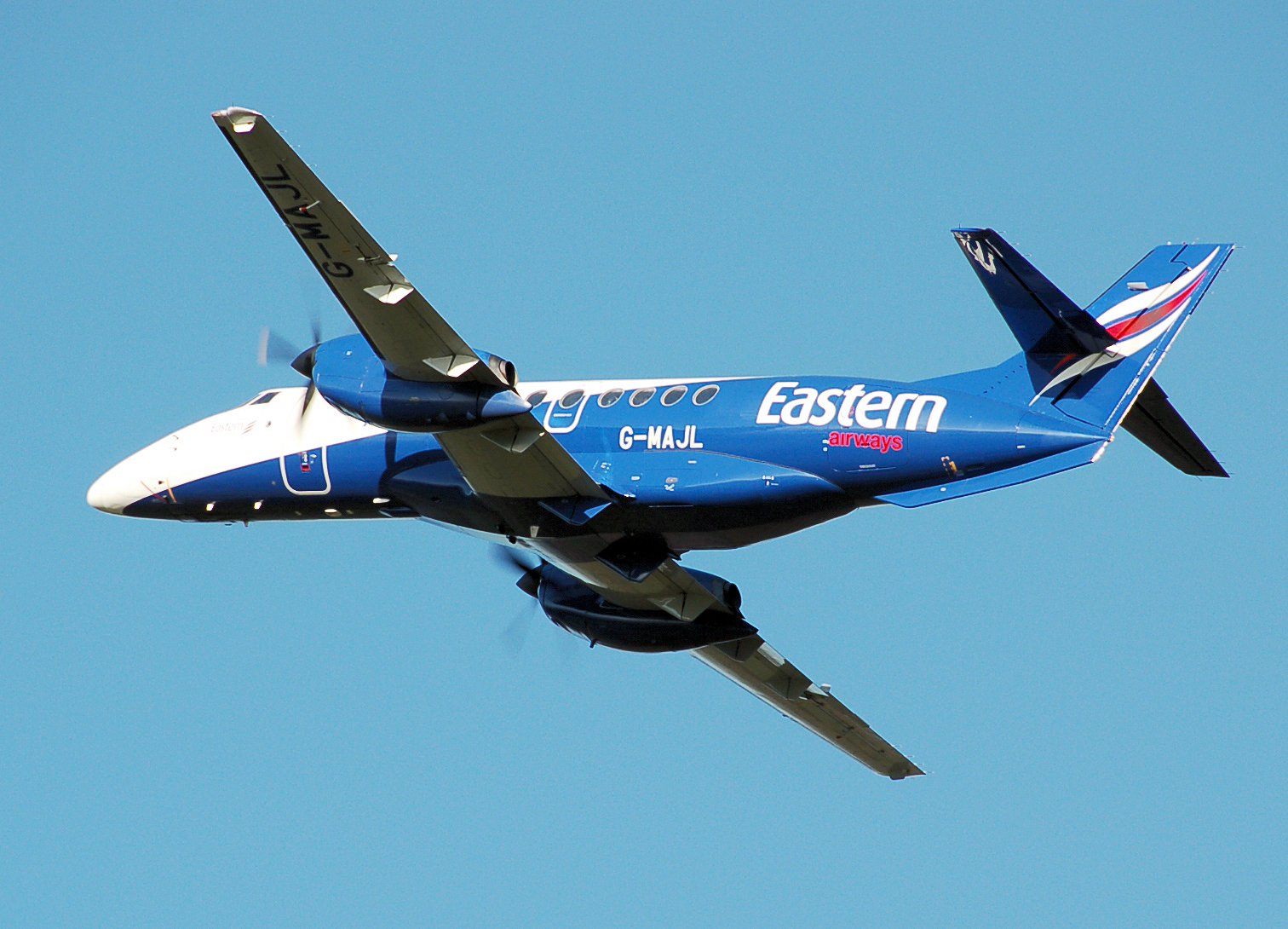
Eine BAe Jetstream 41 der Eastern Airways

Mit Stand April 2025 besteht die Flotte der Eastern Airways aus 18 Flugzeugen mit einem Durchschnittsalter von 21,7 Jahren:
| Flugzeug         | Anzahl | bestellt | Bemerkungen                               | Sitzplätze  | Durchschnittsalter |
| ---------------- | ------ | -------- | ----------------------------------------- | ----------- | ------------------ |
| ATR 72-600       | 03     |          |                                           | 72 70       | 08,0 Jahre         |
| BAe Jetstream 41 | 09     |          | sechs inaktiv; weltweit größter Betreiber | 29          | 30,0 Jahre         |
| Embraer ERJ-170  | 02     |          |                                           | 76          | 20,4 Jahre         |
| Embraer ERJ-190  | 04     |          | drei betreiben für KLM Cityhopper         | 114 106 100 | 13,9 Jahre         |
| Gesamt           | 18     | -        |                                           |             | 21,7 Jahre         |

### Ehemalige Flugzeugtypen
- De Havilland Canada DHC-8-300
- Embraer ERJ-135
- Embraer ERJ-145
- Saab 2000

## Zwischenfälle
- Am 17. September 2013 verunglückte eine BA Jetstream 31 (Kennzeichen G-EEST) mit vier Passagieren und drei Besatzungsmitglieder bei der Landung am Flughafen Wick, das Flugzeug musste daraufhin abgeschrieben werden.[6]